# Schlafbeere
Die Schlafbeere (Withania somnifera), im Sanskrit Ashwagandha (deutsch etwa ‚Geruch des Pferdes‘), auch als Winterkirsche bzw. selten als Indischer Ginseng bekannt, ist eine Pflanzenart aus der Gattung Withania innerhalb der Familie der Nachtschattengewächse (Solanaceae).

## Beschreibung

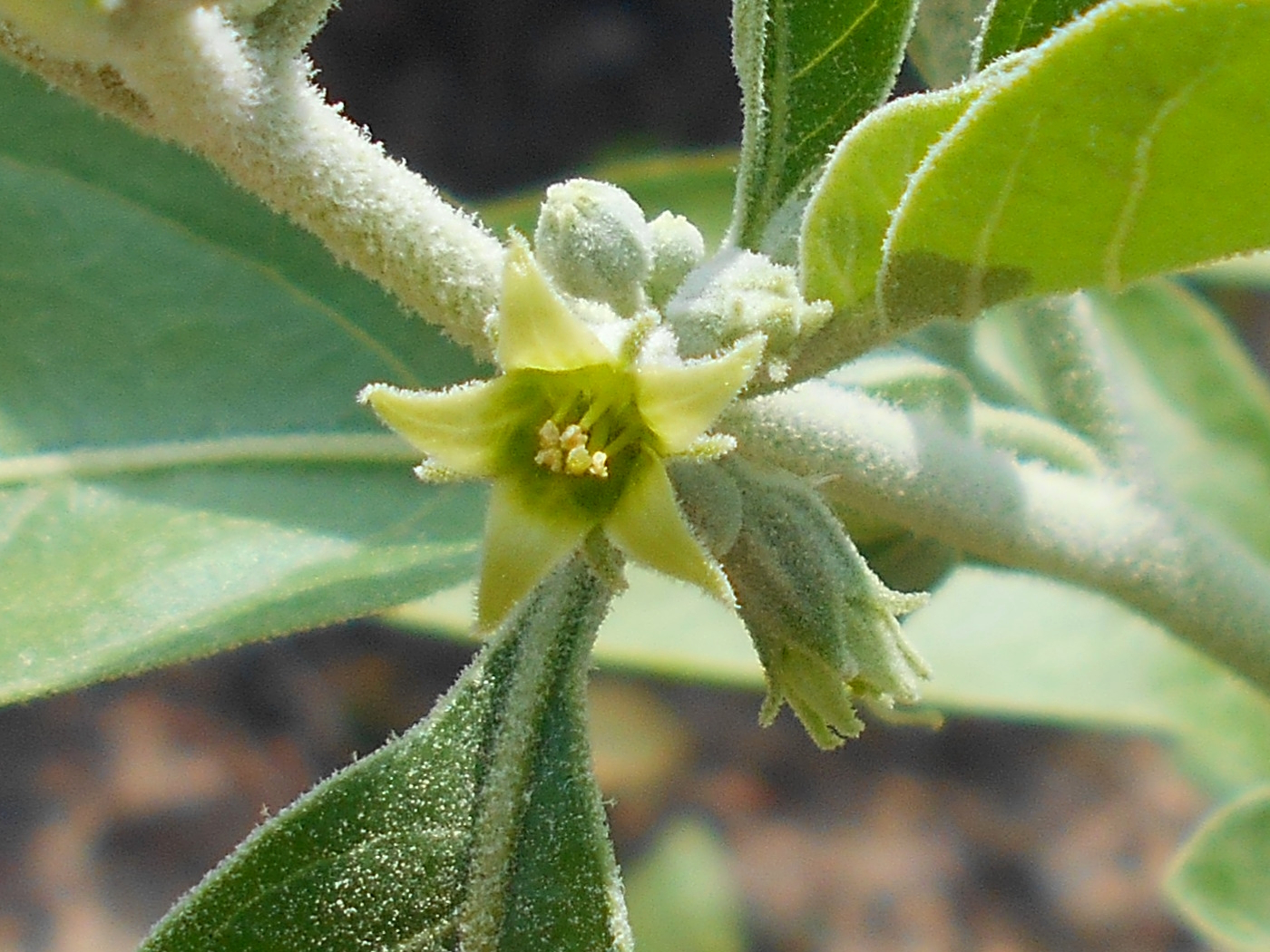
Sprossachse mit Blüte

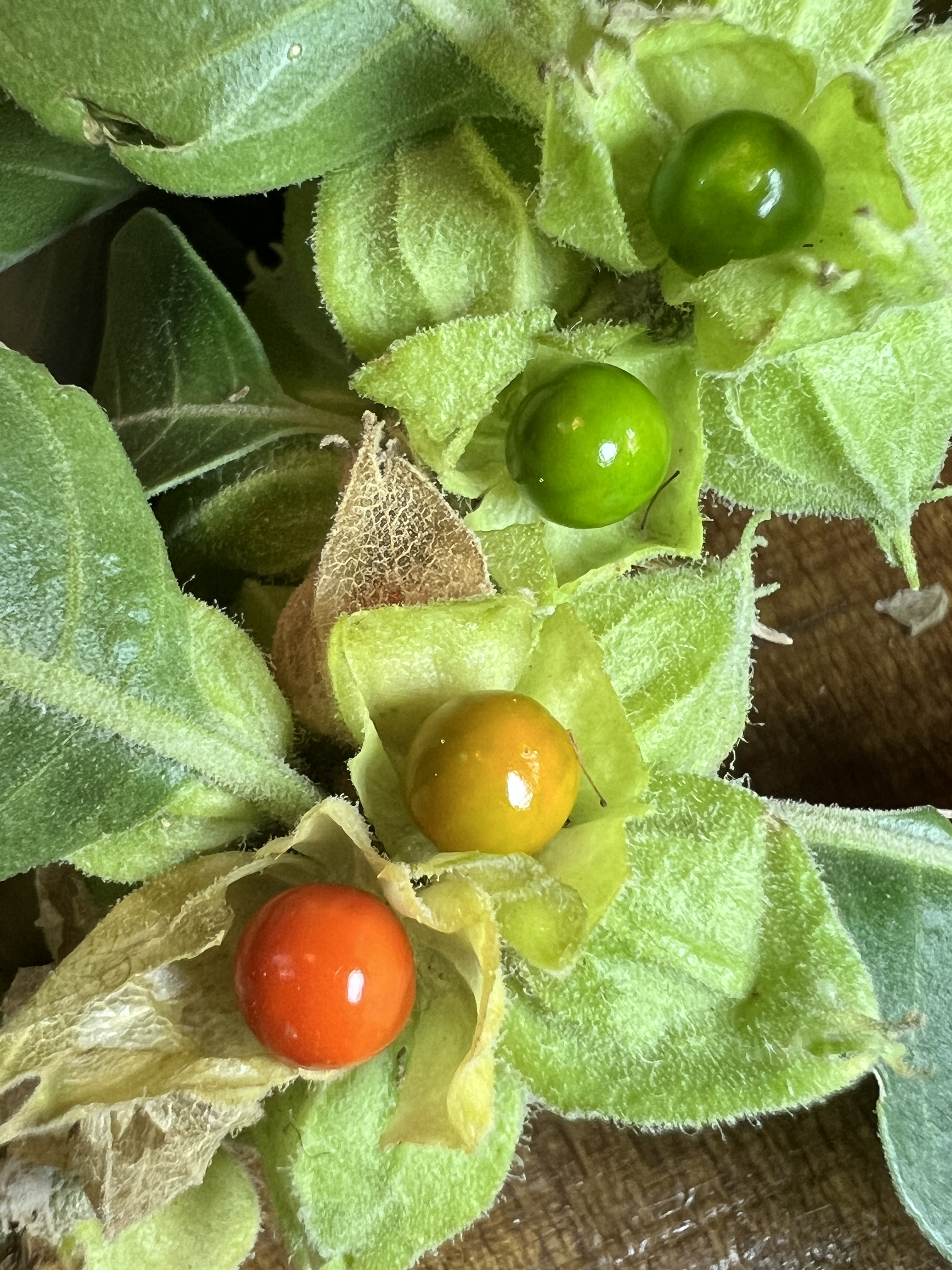
Unterschiedlich reife Früchte

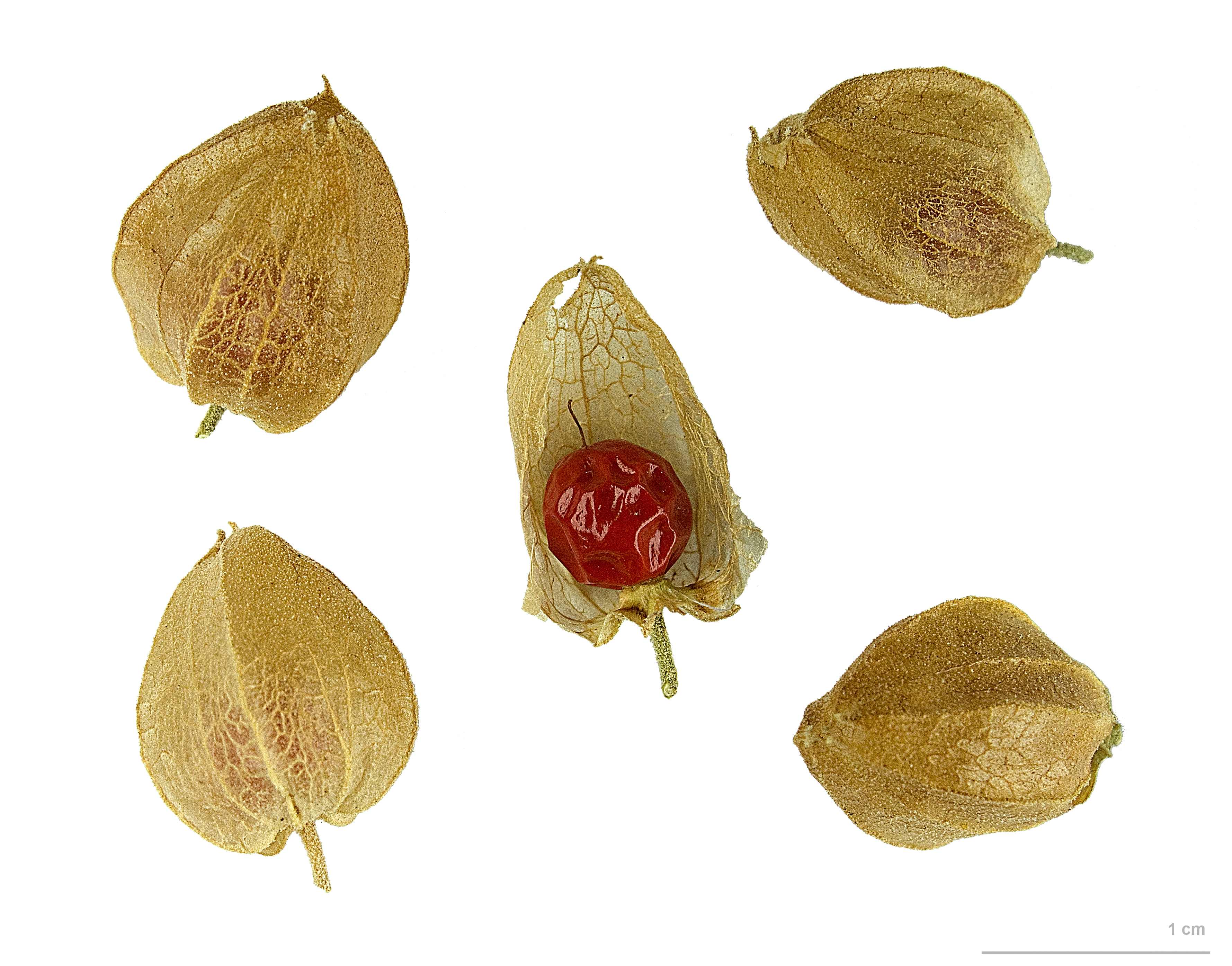
Reife Früchte

### Vegetative Merkmale
Die Schlafbeere ist eine ausdauernde krautige Pflanze, die Wuchshöhen von 30 bis 150 Zentimetern erreicht. Die aufrecht oder niedergebeugt wachsenden Sprossachsen sind verzweigt und filzig behaart. Die Trichome sind verzweigt.
Die wechsel- bis fast gegenständigen Laubblätter sind in Blattstiel und -spreite gegliedert. Der Blattstiel ist 1 bis 3 Zentimeter lang. Die einfache, ganzrandige Blattspreite ist bei einer Länge von 2,5 bis 12 Zentimetern sowie einer Breite von 2 bis 7 Zentimetern eiförmig bis verkehrt-eiförmig mit abgerundetem oder stumpfem bis spitzem oberen Ende. Die Basis der Blattspreite ist keilförmig bis gestutzt. Die Blattunterseite ist behaart und die Oberseite nur entlang der Mittelrippe.

### Generative Merkmale
Die achselständigen Blütenstände sind fast sitzend und bestehen aus Gruppen von vier bis sechs Blüten. Die Blütenstiele sind etwa 5 mm lang.
Die kleinen, zwittrigen Blüten sind fünfzählig mit doppelter Blütenhülle. Der glockenförmige, rippige Kelch ist 3 bis 5 mm lang und filzig behaart. Die Kelchzipfel sind schmal-dreieckig und 1 bis 2 mm lang. Die außen behaarte Krone ist gelblich-grün, glockenförmig und 5 bis 8 mm lang. Die Kronlappen sind dreieckig, abstehend oder zurückgebogen und 2 bis 2,5 mm lang. Die knapp eingeschlossenen, kurzen fünf freien Staubblätter bestehen aus etwa 1,8 mm langen Staubfäden und gelben, eiförmigen, fein zugespitzten und etwa 1 mm langen Staubbeuteln. Der Griffel des oberständigen und zweikammerigen Fruchtknotens ist knapp vorstehend.
Zur Fruchtreife vergrößert sich der Kelch und wird leicht urnenförmig, bräunlich und durchscheinend, papierig, rippig, kugel- oder eiförmig. Er hat einen Durchmesser von 1 bis 2,2 cm mit spitzen Lappen. Die Frucht im aufgeblasenen Kelch ist eine rundliche Beere, diese ist glänzend, scharlachrot mit einem Durchmesser von 5 bis 8 mm. Die Samen trocknen zu einem blassen Braun, sie sind abgeflacht und leicht nierenförmig, sie messen 2 bis 2,5 × 2 mm.
Die Chromosomenzahl beträgt 2n = 48.

## Verbreitung
Withania somnifera kommt in fast ganz Afrika, auf den Kanaren und Kapverden, in Spanien, Griechenland, Sizilien und Sardinien, auf der Arabischen Halbinsel, in Vorder- und Südasien sowie China und auf Mauritius vor. Sie gedeiht an Wegrändern, in Gebüschen und in Unkrautfluren.

## Taxonomie
Die Erstveröffentlichung erfolgte 1753 unter dem Namen Physalis somnifera durch Carl von Linné in Species Plantarum, Tomus I, S. 182. Das Artepitheton somnifera ist lateinisch und bedeutet „schlafbringend“. Die Neukombination zu Withania somnifera wurde durch Michel Félix Dunal in Alphonse Louis Pierre Pyramus de Candolle: Prodromus Systematis Naturalis Regni Vegetabilis, 13, 1, 1852, S. 453 veröffentlicht.

## Inhaltsstoffe
Ashwagandha enthält hauptsächlich Withanolide, die für ihre entzündungshemmenden und antioxidativen Eigenschaften bekannt sind. Weitere wichtige Bestandteile sind Alkaloide wie Somniferin und Withanin sowie Saponine. Ashwagandha ist zudem reich an Vitaminen, insbesondere Vitamin C, Vitamin A und Vitamin E. Zu den enthaltenen Mineralstoffen zählen Eisen, Calcium, Magnesium und Zink.

## Giftigkeit
Die Früchte (Beeren) der Pflanze sind aufgrund ihres hohen Alkaloidgehaltes giftig.

## Verwendungen
Verwendet werden die Wurzeln und Blätter der Pflanze. Die Früchte hingegen werden wegen ihrer Giftigkeit nicht verwendet. Aufgrund ihrer behaupteten vielseitigen Wirkung und guten Verträglichkeit gehört die Pflanze zu den am häufigsten genutzten Arzneimitteln in der ayurvedischen Medizin und kann in ihrer Bedeutung mit der des Ginsengs für die chinesische Medizin verglichen werden. Sie wird unter anderem bei Altersgebrechen, Impotenz, bei Entzündungen, als Tonikum und bei Schlaflosigkeit eingesetzt.
Traditionell wird die Schlafbeere auch als Aphrodisiakum, Amulett oder Zaubermittel genutzt. Ein Liebestrank, der aus der Wurzel bereitet wird, soll sexuell stimulierend wirken und gefügig machen. Außerdem wird sie bei tantrischen Ritualen zur Verlängerung der Erektionsdauer gebraucht.
In westlichen Ländern werden Extrakte der Schlafbeere als kräftigende Nahrungsergänzungsmittel vermarktet, oft unter den Herstellerbezeichnungen „KSM-66“ oder „KSM-66 Ashwagandha“; mit Wirkungsversprechen ähnlich denen von Ginseng-Produkten. Für eine behauptete Verbesserung bei Schlafproblemen fehlen aussagekräftige Studien. Auch andere versprochene positive Wirkungen (Leistungssteigerungen, als Mittel gegen Stress) sind wissenschaftlich nicht belegt.
In jüngster Zeit wurden mehrere Nahrungsergänzungsmittel, welche Ashwagandha enthielten, mit reversiblen Leberschäden in Verbindung gebracht. Das Bundesinstitut für Risikobewertung warnt vor „möglichen Gesundheitsrisiken“, insbesondere bei Kindern, Schwangeren und Stillenden sowie Personen mit einer Erkrankung der Leber.

## Rechtslage
In der EU wurde laut Novel-Food-Katalog eine Einstufung der Pflanze als Neuartiges Lebensmittel verneint und sie somit als Lebensmittel eingeordnet. Unter dem Namen Ashwagandha sind die Schlafbeerenwurzel und ihre Extrakte in der EU als Nahrungsergänzungsmittel im Verkehr. Sie unterscheidet sich in dieser Hinsicht trotz des narkotisch klingenden Namens nicht von den anderen Adaptogenen wie Ginseng, Borstige Taigawurzel oder Rhodiola. Das Bundesinstitut für Risikobewertung empfiehlt, die Wurzel von Withania somnifera in VO1925/2006/EG, Anhang III, Liste C aufzunehmen. Damit würde ihre Sicherheit als nicht eindeutig belegt gelten.